# 鬼畜島
『鬼畜島』（きちくじま）は、外薗昌也による日本のホラー漫画作品。殺人鬼が住む島に取り残された大学生たちが体験する異様な世界を描く。基本的にはスプラッタ・ホラーだが、オカルトの要素も描かれている。2013年12月から竹書房のウェブコミック配信サイト『WEBコミックガンマ』にて連載。その後、2019年5月より連載の場を『LINEマンガ』へ移す（毎週月曜日更新）。『LINEマンガ』では、前編作品『臓物島』も連載（毎週木曜日更新）、ホリエリュウによるスピンオフ作品『恋する鬼畜島』も連載（隔週月曜日更新）。また、『鬼畜島』の単行本内で呪ミチルによるスピンオフ作品『大鬼畜峠』を連載。5年先を舞台にした第2部が同タイトルのまま連載継続され、『鬼畜島 ダスト・エンペラー』のタイトルでコミックス化した。
単行本はバンブーコミックス（竹書房）より1 - 9巻が刊行。LINEコミックス（LINE Digital Frontier）より新装版1 - 10巻が刊行されている。2020年10月時点で累計発行部数は290万部を記録している。「ダスト・エンペラー」からはSPコミックス リイドカフェコミックス（リイド社）より刊行。

## あらすじ
M大学廃墟研究サークルが廃墟を求めて行き着いたのは日本地図に載っていない菊池島だった。そこで豚の顔をかぶった異様な大男にメンバーの東山が襲われて連れ去られたため、警察を呼ぼうとする高久たち。だが、乗ってきたクルーザーは座礁、転覆してしまい、殺人鬼が棲まう菊池島に取り残されてしまう。

## 舞台

### 菊池島
現在
本作の舞台となっている離島。Web検索や地図アプリに表示されない。現在は電気も通っておらず完全に外界から隔離されている。放射性廃棄物などを始めとした「捨ててはいけないものを捨てられる島」になっている。その中には産業廃棄物などのゴミだけでなく、政府や企業によって危険視されたり、ヤクザに売られた不要な人間も含まれる。江戸時代に弾圧されていた隠れキリシタンが海を渡り本土から逃れた島ではないかと飯野が推測している（第3惨劇）。都市伝説では宣教師を失った隠れキリシタンによってキリスト教の教えは独自に変質しており、神に生贄を捧げ人肉を食べ生き血を飲む者がいたとも同時に語っている。事実、鬼畜一家は本土から訪れた人間を「贄」と呼び、殺したあとの血肉を食事や風呂に利用している。
魔石発掘前
漁業を生業として生計を立てており、漁協に加入し本土とのつながりもあって近代化していた。田舎特有の閉鎖感はあるものの排他的ではなく、のどかな島だった。菊池島が狂うきっかけとなったのがカオルが同級生に重傷を負わせた事件である。鬼畜一家を糾弾するために一家の元に押しかけた島民は彼らの家にあったおびただしい数の死骸と魔術的儀式の形跡を発見する。真相を問いただすために一家を拷問するとそこにサンタマリアが顕現する。直後に義一の予言が的中すると、島民は義一が信仰する神の恩恵に与ろうと義一を崇拝する様になる。その後、菊池島を廃棄物処理場にすることと引き換えに莫大な金が島にもたらされるが、島に廃棄された放射性廃棄物の影響で近海で水揚げされる魚に奇形が見られるようになったり体調を崩す島民が現れるようになる。そのことに不満を抱いた島民を口車に乗せて魔石の発掘にこぎつける。
魔石発掘後
魔石の力によって超人となった鬼畜一家は菊池島の島民や動物を使って魔石の効果を実験していた。その結果として巨大な動物や怪物化した人間が生まれる。この時期の様子は鬼畜一家の過去と、現在の一家の様相に至るまでの経緯を描いた『臓物島』で見ることが出来る。

## 登場人物

### 【M大学廃墟研究サークル】
高久（たかひさ）
主人公。M大学廃墟研究サークルのメンバー。友香に惹かれて入部したが、東山と付き合っていることを知り鬱屈した日々を過ごしていた。不満があっても心の中で毒づいたり、東山が襲われているときに自分に理があると考えてしまう性格。また、非常に気弱かつ臆病な性格であり、主体性に欠けており、受け身的な行動が目立つが、恋愛関連に関しては人一倍強い関心を持ち、特に上原の事になると、性格すら行動的なってしまう。しかし、本人も自覚していないほどの凶暴性を持ち、後述にもあるように殺人鬼としての気質の持ち主でもある（同調させている途中で魔石が耐え切れずに砕け散ってしまうほど）。この気質は超人的な能力を身に付けてからは特に顕著に現れるようになり、普段の気弱な性格からは考えられないほどの好戦的な側面や残忍な思考をうかがわせるようになっており、義一やマリですら、その様を目の当たりにすると驚愕し狼狽えた表情を見せている。しかし、まだまだその性質の覚醒には中途半端な一面がうかがえる所があり、カンナに襲撃された際、カンナの攻撃を避けて梟の被り物を取って露になった奇形の素顔を見て普段の気弱な一面に戻ったり、マリア下ろしの影響によって超人と化した東山に友香を連れ拐われる際には、東山の圧倒的な戦闘能力を見せつけられた後に「やるのか？」という言葉に臆して媚びへつらってしまうなどの行動をみせている。また、魔石によってカオルとの同調を図った影響で、カオルの人格が移植されているようであり、時節カオルの濁音混じりの特徴的な話し方や癖が出るようになった。後述のできごとが切っ掛けで、殺人鬼としての性質が完全に覚醒するに至った。
義一たちとの2度の死闘をくぐり抜けた後、高久を助けたハナクロによって魔石を保管している本家に案内される。魔石の力によってカオルと同調し、一家の過去を追体験すると共に超人としての力を身につける。しかし、同時に高久の殺人鬼としての本性も顕になる。その後、真梨子によってマリと滅びの子を産む流れに。高久を手懐けようとするマリに拷問と包容を受ける日々を過ごしていたが、カンナとアンナに襲われて、首を切り落とされる。しかし、首だけで生きられるほどに高久の身体は人間離れしており、ハナクロによって連れて行かれた島の地下にある生命の樹で再生する。その折にハナクロと融合をしてしまい、背中にハナクロの顔と手の一部がくっついたような姿となってしまう。
その後は、一家との戦いに敗れて捕まった東山と亜美と共に檻に幽閉されていたが、その檻を壊して自ら脱出した後に、東山に上原の事を問い質し、東山が自らの手で殺したことを知ると激昂。檻に触れられないことを利用して怪力を用いたチョップで殴り付けているうちに加減がつけられなくなった事によってその檻を破壊し、東山を解き放ってしまう。力を取り戻して再び筋肉増強を図った東山に殴り倒され一時的に劣勢に陥るものの、この際に再び媚をへつらうも、信用されずに頭にさらなる強烈な一撃を喰らわされるが、この時の衝撃からか、これまで中途半端だった殺人鬼としての気質が完全に覚醒して開放させただけでなく、自らとカオルの人格を融合させる。殺人鬼と殺人鬼との人格を合わせた事で、これまでには見られなかった程の圧（ハナクロと東山をして「あの鬼畜一家以上の最凶クラス」と言わしめる程）と身体能力を駆使して反撃し、東山を圧倒するようになった。
上原友香（うえはらゆか）
M大学廃墟研究サークルのメンバーで東山の恋人。ショートカットのボーイッシュな女性。高久をサークルに入会させた張本人。高久から好意を寄せられていることを知っており、それを利用するかのような意地悪い一面も見られる。高久らと島を探索中、義一に拉致され亜美と同じ場所に監禁された。拉致された東山を探し求めるなかで精神を病んでいくが、監禁されてからは死亡した飯野の肉体を捕食するなど、殊に乱れていくようになった。島では「diadas」のTシャツを着続けている。後に、東山が自身の目的のために利用されていただけと知ることとなり、東山に怒りと恐れを覚えるようになる。
飯野（いいの）
M大学廃墟研究サークルの部長。体型は太め。菊池島では高久、藤井、倉木と共に行動する。東山がカオルに殴打されているのを見ても難癖をつけ助けに向かわなかったなど臆病な一面を持つ。義一に鼻をむしり取られ、後に腐敗する。カオルの投擲した石が側頭部にめり込む、倉木の誤射が腹に被弾、村田を攻撃するカオルの投擲武器にされるなど多くの怪我を負いながらも生き続けてきた。しかし、カオルらの手によって上原、亜美のいる場所へ監禁された後、衰弱死する。一旦埋葬されるが、空腹になった上原に掘り起こされ食べられる。
東山（ひがしやま）
金髪で顎鬚をたくわえる。上原友香と付き合いながら藤井、倉木とも肉体関係を持っていたプレイボーイ。筋肉質で引き締まった均整のある体格をしており、左肩から下に伸びるトライバル柄のタトゥーが特徴。
カオルに金槌でメッタ打ちにされた後、行方不明となっていたが、後にマリの拷問部屋に捕えられていた事が判明、マリからの拷問を受け続けていたために、髭の色が白くなり、局部をマリに潰されていた事に加え、顔中がアザだらけの無惨な姿になりながらも、辛うじて生きており、マリアおろしの練習のためおときが連れ出しており、後に義一達と共に儀式部屋に連行された。その後、マリアおろしによって顔が歪み髪の毛がほとんど抜け落ちた異形の姿となり、性衝動が殺人衝動に昇華する。
その後は、自我を失った怪物に成り果てたかのようになっていたが、後に自我を取り戻すと同時に本性を現し、上原を連れ去る。実はこの島に来た目的は『滅びの子』を生まれさせるために、訪れていたことが彼自身の口から語られ、その決意に至るきっかけとなったのは、東山の叔父にあたる人物が奇書を集め、それらを高値で売り捌く商売をしていたが、その中でも『アポクリファ』と呼ばれる、言うなれば、『滅びの子』を作り出すための説明書のような内容の記述がなされてあったこの奇書だけは頑なに誰にも譲ろうとせず、内容を理解しないままずっと手元に取ってあったのだが、ある時、東山が叔父の管理する奇書の貯蔵庫を訪れており、偶然この本を発見し、内容を目に通し、その奇書に強い関心を示し、手に入れるため、叔父を殺害し、入手した。手始めに本の内容を様々な筋を通して解読させ、滅びの子を作る方法を解明した以後はこの本を元に『滅びの子』を生み出すことを長らく試みていく事となった。
上原と付き合っていながら、他の女性に手を出し、プレイボーイとなっていたのは、少しでも多くの女性と性行為を重ねることで、『滅びの子』を生ませようとしていたためであり、菊池島に訪れる以前に上原が妊娠したのに対し歓喜に湧いていた。だが、『アポクリファ』の説明書だけでは、滅びの子は作れないこと、滅びの子の誕生には『魔石』が必要不可欠であることが分かり、そこで大学の廃墟サークルを利用して地図上から消されていたこの島を訪れるに至ったことを明かした。鬼畜一家がアポクリファの説明書なしで、魔石を勝手に扱っていた事や自身が上記のような災難にあった事など彼にとっての想定外が重なったが、上原が無事に滅びの子を生んでいた事がわかり、歓喜に湧いていたものの、鬼畜一家がその滅びの子を取り合いになった末に誤って殺害してしまい、鍋にしてしまったこと、上原が自身の目的を知って拒絶され、使い物にならなくなったと判断して崖から海に突き落とし、再び滅びの子を作るために動き出していく。
その後は、新たな女を求めて行動していた所へ鬼畜一家と遭遇、対峙することになり、最初こそは義一を捕らえて人質にし、他の家族がこちらへ手を出せないようにしつつ、義一の両足を引っ張り、股間から裂けさせて痛め付けていたが、義一にその隙を付かれて腹を片腕のフックで引き裂かれて、痛みで怯んだ所を義一に振りほどかれてしまう。さらに怪力を使ってパンチを何度も繰り出すも、心を読み取ることの出来るサトルとの連携プレイによって難なく交わされ、さらにはそのサトルに襲い掛かろうとするも、今度は抱えられてたカオルに指示を出してそれを回避させ、カオルの持つチェーンソーによってダメージを与えられるなど、一気に劣勢に回ってしまい、その事で怒りが頂点に達し、全身の筋肉を増強させ、巨漢に変化させるものの、またしてもその隙を付かれて、真梨子に自身の力を無効化させる効力のあるキリストを象った針を背中にあったとある印に刺された事で、肉体の崩壊が始まり、最後の抵抗とばかりに崩れ行く巨漢の肉体を利用して鬼畜一家を押し潰しに掛かろうとするも、おときにすんでの所で阻止されてしまい、その間にほとんどの肉が剥がれ落ちて、最早骨が半分剥き出しになった無残な姿となってしまい、アポクリファの在処を聞き出させるために鬼畜一家に生け捕りにされた。に打ちのめされた。
本性を現した後は、自身に施されたマリアおろしによって身体の筋肉を自在に増強させて、跳躍力と怪力を発揮できる能力を獲得しコントロールする様子を見せており、これを利用することで、マリア下ろしの儀式で歪んだ自身の顔や容貌を元の容貌に再生させ、潰された局部も復活させた。また、身体の筋肉を増強させたことで、通常の体格を遥かに上回るほどの巨漢になることもできるが、対照的に手や足と、頭だけは通常時と全く変わらず、そのままの大きさに留まるため、非常にアンバランスな容姿となっている。また、再生能力も高いようであり、一家の連携プレイによって一瞬の隙を付かれて、超人的能力を封じられるのと同時に、身体の肉がほとんど剥がれ落とされ、最早、半ば骨だけの状態になってしまっても、連行される短時間の間に半分ほどにまで再生を遂げつつある状態に回復している。
その後は、上原に好意を持ち自身に恨みを抱く高久を挑発し、檻を破壊させて自由になり、そのまま高久と直接対決となる。最初こそは自身の強靭な筋力を駆使して高久を圧倒し、戦いを優勢にしていたが途中から高久が殺人鬼としての気質を完全に解放しきってからは、次第に圧倒されて劣勢に回ってしまう。
藤井（ふじい）
M大学廃墟研究サークルのメンバー。菊池島では高久、飯田部長、倉木と行動を共にする。上原、倉木と比べて大人びた風貌の持ち主。恐怖から失禁してしまう場面もある一方、立ち回りの上手さで村田が仕掛けた元島民の襲撃にも生き残った。倉木が瀕死の重症となった際、彼女から東山と男女の関係にあったことを暴露された。自身も東山と男女関係にあったため嫉妬心から、倉木にとどめを刺す。その後、瀕死の飯野部長と共に上原と亜美のいる場所へ監禁された。変貌した東山に襲われ、顔面を殴打される。その後一時的に東山とは隔離されるが2度めの再会時に頭部を潰されて死亡。
倉木（くらき）
M大学廃墟研究サークルのメンバー。菊池島では高久、飯田部長、倉木と行動を共にする。メガネがトレードマークの女性。一見おとなしそうに見えるが、物怖じしない強気な性格。村田が仕組んだ罠によって、化物になり果てた菊池島島民に斧で顔面を打ち砕かれ瀕死の重傷を負う。死の間際、東山との男女の関係を暴露したことがきっかけで怒り狂った藤井に殺されてしまう。その後、死体は一家の手によって人肉を用いた風呂の原料にされてしまった。作品内で同作者の『黒異本』を読んでいる描写がある。

### 鬼畜一家
シリーズの主な悪役,魔石の力により、常人離れした能力を得た菊地島に元から住む一家。それぞれ能力に違いはあるものの、共通する特徴としては、如何なる攻撃を受けたり、首を切り落とされたりしても、短時間で元通りに再生することができる所にあるが、首を切り落とされたり、顔面を吹き飛ばされたりして再生に時間が掛かるほどの重傷を負った際は人間の血肉を利用した風呂に浸かることで再生を促進させることもある。ただしこの再生能力は完璧無欠ではないらしく、義一のように、損傷具合や、切り落とされた部位が見つからない等の状況次第では、完全には元の身体に再生されないこともある。
島に入ってきた人間を躊躇なく殺すなど、非常に残忍な側面が目立つが、真梨子側、義一側に分かれて対立していることを除けば、家族同士の絆や結び付きは強く、カオルが幼少期にいじめにあっていたことに端を発した島の住人との対峙の際は、義一とマリは「何があってもお前(カオル)は必ず守る」と発言したり、押し掛けた住人に謝罪する姿勢を装い、カオルを連れて住人達の真ん中に入ったところでカオルに合図を送り、不意討ちを成功させたり、狂気的であるとは言え、敵対する住人を殺して回っているカオルにマリが笑顔を向けるなどの様子からその繋がりの強さがうかがえるなど、自分の事だけしか考えず、その為なら、他人を犠牲にすることすら厭わない自己中心的な態度や行動が目立つ高久らM大学廃墟研究サークルの面々とは対称的となっている。
上記の再生能力から、基本的に弱点が存在しないほぼ無敵とも言える存在だが、最大の弱点として同じ家族から直接的に受けた傷は、なぜか再生することが出来ず、軽度の傷ですらも塞がりにくくなる上、致命傷を与えられると通常の人間同様、死亡してしまう。このため、互いに対立しながらも、直接傷つけ合わない事をルールとして定めており、家族同士が直接戦い合う描写は、マリが母親の真梨子の家を訪れた際に遭遇したアンナと例外的に直接戦闘を行った事、マリアおろしをめぐって真梨子とおときが魔術を駆使した対決を行った事以外は見受けられず、決着をつける際にも代理を立て、代理者同士で決着をつけようとしている。ただし、真梨子やおとき婆さんの魔術による攻撃は致命傷までには至らないようであり、真梨子の魔術攻撃を食らった義一や、おとき婆さんと真梨子が互いに魔術で受けた攻撃には、ダメージを受ける様子はあったものの、問題なく再生している。また、家族を上回る程の魔石の能力を得ている大司教の攻撃には成す術がなく、苦戦を強いられている。
マリアおろしを行ったことで、鬼畜一家に匹敵するほどの超人的能力を身に付け、コントロール出来るようになった東山が反撃を開始した際は、彼が持つアポクリファの行方の事もあり、義一側、真梨子側双方がこれまでしてきた対立を止め、再び一家が一致団結をして東山に戦いを挑み、一家の連携プレイによって東山の能力を一時的に封じて行動不能に追い込み、勝利を収めている。

#### 義一側
義一（よしかず）
声 - 杉田智和
鬼畜一家の父。菊池島を狂わせた張本人。魔石の影響で超人的な筋力と生命力を持っており、普段はガリガリに痩せ細った体型だが、力を発揮すると筋骨隆々の体型に変化する。ただし、基本的には自分で筋力をコントロールすることができないため、普段は主にカオルなどの他の家族のサポート、司令塔役に徹する事が多い。ただし、異形化した東山の襲撃の際は、襲われて負傷した際、フックとなった右腕で東山の首を刺し付けた後、筋肉を増強させて反撃に転じている様子があり、ある程度はコントロールができる事がうかがえる。
子供の頃から、神の声に従って異端の教えを行っていた。サンタマリアによって異端審査官である真梨子が訪れることを予言されていた義一は、滅びの子を産むために真梨子と結婚する。しかしこのときは義一が童貞ではなかったことが原因で滅びの子が産まれることはなく、マリとカオルをもうける。ある日、カオルがいじめっ子に重傷を負わせたことで、それまで島民の間に溜まっていた義一一家に対する不満が爆発する。家に押しかけてきた島民を鏖殺しようとするが、伊佐知の銃弾に倒れる。捕縛された一家全員が島民に拷問されるなか、サンタマリアが顕現する。さらに義一の予言が的中したことで島民の心を掌握し、菊池島を廃棄物処理場にする計画を実現する。菊池島に放射性廃棄物が捨てられるようになってから、水揚げされる魚に奇形魚が増えたり、体調不良を訴える島民が続出するといった目に見える影響が出始めた。そのことに島民の怒りが爆発すると、伊佐知とハナクロと共に魔石を発掘し、異能の力を得る。しぼんでしまった肉体を元に戻すため、神の力を賜わろうと十字架にかかっていたときに、高久たちと遭遇する。自身も鬼畜一家に遭遇した被害者を装って高久たちを観察する。力が戻り彼らを不要な人間と判断するとカオルとともに殺戮に転じる。しかし秀男の登場によって劣勢に陥ると、友香を攫って逃亡する。2度目に高久たちを襲撃した際に右手と頭部を激しく損傷する。完全に再生することは叶わず、以降頭部には鉄板を、右手には鉤爪をつけている。
滅びの子をめぐって真梨子と対立しており、マリが真梨子の側についたことで対立関係に決着をつけることを決意するが、後に魔石の他にこれを正しく扱う方法と滅びの子の作り方が記載されたアポクリファの存在を知ってからは、これまでの真梨子側の一家との対立を止め、互いに協力をし合うようになり、マリアおろしにより、超人化した東山を一家の連携プレイによって倒し、捕らえることに成功した。
カオル
声 - 花江夏樹
義一の長男。サトルからは「兄ちゃ」、カンナとアンナからは「バカオル兄貴」と呼ばれている。
豚のマスクをかぶった肥満体型の大男。このマスクは、幼少期にいじめられていたカオルを想った義一が、バカにされないようにとかぶせたもの。常に濁点のついた発声をする。外から来た人間を躊躇なく殺す程に凶暴な性質を持つ一方、体格に似合わず精神的に幼く、言動からもそれがうかがえ、自分の血を見て卒倒する、銃声やお化けを恐れて逃げるなど気が弱い。また、火が大好きであり、何かが燃えているところを見ると周りが見えなくなるほど興奮し、暴走する。これが原因で殺意もなく意図していないとは言え、カンナを踏み殺してしまっている。
殺戮の際にはチェーンソーのほか、金槌や石による力任せの攻撃も多い。幼少期には包丁も使っていた。監禁した亜美をサンタマリアだと信じ込み、村田に殺されそうになったところに亜美にチェーンソーを投げ渡して村田を殺せるよう手を貸し、最後にはエンジンを投げ落として圧死させて助ける。その後、亜美と結婚式を挙げる。
真梨子側の家族と和解した頃合いから、時折、ぼんやりとした表情と、何らかの気配をしきりに感じる様子を見せるようになる。また、家族にはとある事を隠しており、今のところ、家族の中でこの隠し事を察しているのは心が読める能力を持つ弟のサトルのみであるが、何故かカオルの隠し事を全て見抜くことができず、ぼんやりとしか読めていない状態にある。
マリ
声 - 新田恵海
義一の長女でカオルの姉。カオルからは「姉ぢゃ」、カンナとアンナからは「マリ姉」と呼ばれている。外見上は女子高生を思わせる制服姿であり、男勝りの雄々しい喋り方が特徴であり、自身の指にメスを埋め込んだ極度のサディストで、気に入った顔の皮を剥ぐことと男を嬲るのが趣味。魔石の力により、非常に俊敏な動きが出来、指に埋め込まれたメスで切り付けるのが、基本的な武器としている。
幼い頃におとき婆さんによって鼻から下を損傷させられており、子供の頃はマスクで、現在は人の皮膚のようなもので傷口を隠している。元々は高久と敵対しており、「気弱な奴」と見下していたが、魔石に対して高い適合を見せたのを機に見方が変わり、さらにその影響で凶暴性が露わになった姿を目の当たりにして男として意識するようになり、次第に「ダーリン」と呼ぶようになる。高久に対するマリの想いに気づいたハナクロにそそのかされ義一たちと決別する。その後、真梨子にマリと高久なら滅びの子を作れると告げられ、その気になる。高久との間に子を成すためにマリアおろしの儀式を行い、一時は損傷した箇所が再生し、元の顔に戻ったが、義一らのマリアおろしによる妨害で失敗する。その後は高久を手懐けようと、拷問と敢えて高久を逃がさせて追いかけ回し、捕獲してキスをして飴と鞭を使い分けて、陥落させようと行動し、その過程で共に島を訪れた上原にまだ、気があることを知った際は嫉妬する様子を見せ、始末をしようと考えるようになり、後に異形となった東山が正気を取り戻し、本性を表して上原を連れ去った際は、恐怖で動けず泣き腫らす高久を叱咤するなど、半ば利害の一致で行動を共にする流れとなる。また、同時に義一側の家族らと半ば成り行きで和解する事となり、再び行動を共にするようになる。
サトル
声 - 二ノ宮ゆい
義一の次男。両目を縫い付けられた制服姿の少年。セリフがカタカナで、語尾に「〜デショー」と付ける特徴的な話し方をする家族の一人。マリたちの襲撃を退けた夜、村田の振る舞いに嫌気が差した高久が脱走しようとした際に出会う。学校に連れて行くことを条件に、高久たちの菊池島脱出の手助けをする。人の心を読む能力を持っている。ただ、この読心術は余りに刺激の強い内容の記憶を読み取ってしまうと、その刺激に耐えきれずに混乱してしまうという弱点があることがうかがえ、高久が本家に侵入した際、高久に施された呪術的防衛マーキングによってその姿を化け物として捉えてしまい、錯乱状態になり、ゾンビ化した伊佐知からアポクリファの内容を読み取った際は悲鳴をあげて錯乱するほどのダメージを受けてしまっている。そして亜美の心が読めないことから亜美がマリアであり滅びの子を産む者であると断言する。
真梨子側の家族との和解後は、心を読み取れる能力を駆使して対峙した東山の嘘の降伏を見破ったのを皮切りに、攻撃の方向を瞬時に読み取り、義一に教えて避けやすくさせる、カオルに指示を出して東山の攻撃から身を交わさせて逆にチェーンソーで攻撃させるなど、卓越したサポートと連携プレイを披露している。
ただし、この心が読める能力は完全ではないらしく、滅びの子を産む可能性を秘めた亜美の心を全く読み取ることができなかったり、アポクリファや『アリス母ちゃん』なる存在の事を必死で隠そうとしているカオルの心は僅かしか読み取ることができなかった。縫い合わせた瞼を完全に解き放てば、完全な読心術が使えるようになるが、過去に義一が真梨子以外の女性に好意を持っていることを見抜いて真梨子の前で暴露した事があり、それが切っ掛けで真梨子が怒って義一の元を離れる事になってしまう事態を引き起こしてしまった事を苦に自身の目を縫って無闇な能力の発動を抑えている。そのため、カオルの隠し事を完全に見抜くまでには至らず、カオル自ら明かすまで待つことにしているが、同時に家族が完全にバラバラになってしまい得る事を危惧している。
しかし、その危惧の直後に対峙した、ゾンビと化した伊佐知の生前の記憶を読み取ると、伊佐知がアポクリファを読んでいた記憶を読み取ったことにより、アポクリファの内容が伊佐知の生前に見た記憶を通して一気にサトル自身に入ってきた結果、縫合した瞼の糸が完全に切れて眼が完全に開けるようになり、読心術が完全に開放されたものの、そのアポクリファの内容が余りに刺激の強すぎる内容だっため、悲鳴をあげて混乱してしまい、さらにカオルの記憶を不意に読み取った際、カオル自身もまた、アポクリファを読んでいたため、さらなる過剰な刺激がサトルに流れ込んだため、更なる精神的ダメージを受けたことでダウンしてしまう。
おとき婆さん
巨大な老婆。その大きさは顔だけでも義一の身長ほどもある。義一の実の母親にあたるが、義一からは「婆ちゃん」と呼ばれている。マリ曰く子供好きであるようだが、それが災いし、幼少期のマリに口元から下に重傷を負わせてしまった過去がある。常に赤ちゃん言葉を話し、本家に侵入した高久を赤子のようにあやす。死後、義一によって墓から掘り返され魔術によって蘇る。義一の力では眼球を動かす程度の力しか戻らなかったが、真梨子の力で完全に蘇生する。ただ、真梨子とはあまり仲が良くない様子であり、度々「あの嫁〜」と発している様子を見せていたが、滅びの子を誤って殺して以降は本性を現した東山が滅びの子を巡る共通の敵となった事もあり、半ば、なりゆきで和解し、度々会話をするようになる。呪術的防衛が効かない。東山にマリアおろしを行なう、真梨子と魔術対決を行なうなど、魔術に長けている他、その巨体を生かして一家のサポートを行うこともある。また、高久が超人的能力を手にする切っ掛けをもたらした人物でもある。
東山と対峙した際は、真梨子の施しによって巨漢となった東山の肉体が崩壊を始めた際、家族を巻き添えにしようとしていたところを捕らえて阻止するなど、一家の勝利に王手を掛けた。

#### 真梨子側
真梨子・グラッチアス（まりこ・ぐらっちあす）
義一の元妻。義一との間にマリ、カオルらと複数の子供を産むも島外へ逃亡。再び島に戻り、義理の母であるおとき婆さんの復活を手伝う。その後、滅びの子をめぐって義一と対立する。島に来た頃は他の一般人と変わらない服装をしていたが、義一と対立して家族が二分した後は、修道女のような出で立ちとなっている。
正体は菊池島のキリスト教が異様な変容を遂げたことを知ったバチカンが、調査のために送り込んだ異端審問官。しかし、バチカンの意に反して義一と結婚。その理由は、サンタマリアの顕現を目撃したことで、滅びの子を産めば悪魔の存在が証明されると同時に神の存在の証明にもなると考えたためだった。
自身も魔石によって変異しており、感情が高ぶると一つ目になる。また、おとき婆さんに勝るとも劣らない魔術の使い手でもあり、魔術対決ではおとき婆さんとほぼ互角の戦いを見せている。
滅びの子を誤って殺してしまって以降は、対立していた義一やカオルらと半ばなりゆきで和解。以後は行動を共にするようになる。
東山との対峙の際は、筋肉を増強し、巨漢となった隙を付いて悪魔との契約の際に付く独特の印にそれを無効化させる効力のある針を指し、勝利へと導く活躍を見せる。
アンナ
声 - 逢来りん
義一の次女でカンナとは双子の姉妹。フクロウのマスクと蓑を身に着け、武器として背丈ほどもある大鎌を持っている。カンナと違い整った顔をしている。母親である真梨子の側についており、義一とは対立している。ハナクロに唆されたカンナと共謀して高久を一時は殺したものの、暴走したカオルに踏み潰されて死亡した。滅びの子が殺害された影響により、アンナもゾンビとして蘇生している。
カンナ
声 - 成田花奏
義一の次女でアンナとは双子の姉妹。アンナと同じくフクロウのマスクと蓑を身に着け、大鎌を持っている。語尾に「ピーヨ」「○ーヨ」とつけてしゃべる癖がある。一人称もピーヨ。男嫌いであるらしく男の匂いに敏感でよく「クサいピーヨ」と口にする。また、後述の精神が崩壊した際は、「ピョーホホホホ」と特徴的な笑い声を出している。生まれつき口が縦に裂け、額に鼻がついている奇形児だが、普通に会話はできる。
自身の容貌に強いコンプレックスを抱いているようであり、滅びの子が生まれた後の浄化された世界では、醜い顔の自分は真梨子に捨てられると思っている。憂鬱さと苛立ちを覚え始めている所に心の隙を付いたハナクロに高久を殺せば真梨子に捨てられずにすむと唆され高久を殺すことを決意。しかし、アンナと共謀して殺す事には成功するものの、間接的にではあるがアンナを死に追いやってしまう結果を招いてしまい、強い責任を感じている。また、その事を高久のせいにして自身を必死に正当化しようとしていたが、サトルに本心を読み取られてしまい、精神が崩壊した。以降はサトルが面倒を見る様子が度々登場している。

### 村田家
村田秀男（むらたひでお）
元刑事で亜美の父親。ヤクザを拷問して家出した亜美の居場所を聞き出し、菊池島に上陸。義一とカオルに襲われる高久たちを救う。その後、高久たちを兵士として使うため、島民をけしかけて殺人を経験させる。義一たちと対決するが、拉致・監禁される。監禁場所で亜美と再会。亜美に自分の子供を産ませて自分たちだけの王国を作るという夢を実現するため、亜美をレイプしようとする。亜美の激しい抵抗にあい、チェーンソーによって腹部を貫かれた後、カオルが落としたエンジンの下敷きになって圧死する。
村田亜美（むらたあみ）
秀男の娘。家にいるのが嫌で、家出する。駅で声をかけてきた男についていき、麻薬漬けになる。その後、男がヤクザの金を盗もうとした責任を負わされ、菊地島へ流される。義一たちに、豚の皮を顔面に縫い付けられ、監禁される。義一たちが差し入れる人肉料理には手をつけず、虫を食べて生きのびる。カオルにサンタマリアと思われており、無理やり結婚式を挙げられる。また、鬼畜一家が同じ家族から直接的に受けた傷が回復できないという弱点に唯一気付いているが、カオルを失うことを恐れて、言い出せずにいる様子をうかがわせている。

### 島民・その他
ハナクロ
菊池島元町長。昔から義一の狂想を諫めていたが、カオルが島の子どもを怪我させたことがきっかけで我慢の限界に達し、義一一家を拘束する。しかし、サンタマリアの顕現を目にした島民たちが義一側に回り、権威を失う。義一と伊佐知と共に魔石を発掘するも、義一らと袂を分かつ。その後、島に捨てられた放射性廃棄物の影響で身体が異様に変形した島民と共に森で暮らす。自身も同じく肉体の変容を遂げているが、変容を遂げた経緯については、『臓物島』にて詳しく語られている。義一たちから逃げ出した高久を保護し、匿う。対義一用の武器にするため、高久を魔石と同化させ、超人的な力を身につけさせる。また、高久を気にするマリに「義一は高久を殺すだろう」と告げ、マリと義一の仲たがいを目論むなど、水面下でさまざまな画策を行なう。身体を細切れにされた高久と共に生命の樹の元で傷の治療を行うが、その際に高久と融合してしまう。
伊佐知（いさち）
菊池島の住民。義一、ハナクロと共に魔石を発掘した。義一一家と島民の衝突の際、猟銃で義一一家を制圧。その後、奇跡を起こし他の島民を服従させた義一のカリスマを利用して金儲けを企む。義一を本土のヤクザと繋げて島を廃棄物処理場とする契約を結び、大金を手に入れるがその後の消息は不明。
アリス
下半身がタコになった女性。東山に海に突き落とされた上原を救い、洞窟に連れて行った。カオルが回収したアポクリファを所持し、大切に守っている。
カオルには『アリス母ぢゃ』と呼ばれ、彼女もカオルを息子のように慕っている。『臓物島』では彼女とカオルの過去が描かれている。

マキシミリオン大司教
バチカンの大司教。体に魔石を埋め込んでおり、額に複数の目がある。『滅びの子』の誕生に気付いた菊池島対岸の教会の司祭からの連絡を受け、自衛隊らしき部隊と共に島を訪れた。
島でカオル・マリ・おとき婆さんの襲撃を受け部隊は壊滅するが、大司教は奇跡を起こして反撃する。しかし信仰より家族を取ったカオルにより奇跡は破られ、大司教はマリを助けるため駆け付けた高久に殺害された。
死後は複数の目玉だけの姿になって逃れ、司祭に取り憑いて蘇った。

ヒトミちゃん
義一が屋敷に隠し持っていた喋る魔石。『わたくし』『ざます』など古風な山の手言葉を使う。高久と東山達によって持ち出され、東山にアポクリファの正体を教えて取引を持ちかける。

## 用語
魔石（ませき）
人を超人に変える石。その正体は旧約聖書における禁断の果実。ホルスの目、プロビデンスの目、賢者の石と名を変えて歴史上に存在したものが、異端審問会による追跡を逃れ菊池島にたどり着き長年に渡って地下に埋もれていた。後に義一たちによって発掘される。力を与える度に使用者の記憶と生命力を蓄積し移植する。移植を繰り返す度に蓄積した生命力と記憶が反発し合い、奇形化や劣化、記憶の混濁により発狂する者が現れるようになり、遂には義一たちのような人間を作るまでになった。高久と同化した際に、高久本来の凶暴性に耐えきれず砕けてしまう。一家の屋敷の地下にも魔石が埋まっており、彼らが風呂として使用していた贄の血肉が浸透した結果、それを栄養とすることで知恵の樹が育ちすずなりに実っていた。
サンタマリア
義一たちが信仰する存在。マリア像の頭が山羊になった姿で顕現する。真梨子によれば「悪魔の種子」。
滅びの子（ほろびのこ）
サンタマリアによって予言された存在。清い身体の者の間にしか産まれない。産まれることで世界は浄化され、醜い一切のものがなくなると言われている。
呪術的防衛マーキング（まじゅつてきぼうえいまーきんぐ）
ハナクロたちが鬼畜一家から身を守るために、炭で身体に描いたもの。サトルがマーキングされた高久を怪物と見間違えたり、マリがマーキングされてない部分を避けて攻撃するなど一定の効果はある。おとき婆さんには効果がない。
アポクリファ
東山の叔父が集めていた奇書の中にあったものの1つ。滅びの子を生み出すための説明が記されており、東山はこれを利用し、魔石を求めて菊池島に降り立っている。
その内容は、読む人自身を強く惹き付ける程のものであり、サトル曰く「これは読んではいけない本」との事。

## 劇中に登場する武器
石
カオルが使用する投擲武器。人並み外れた筋力を持つカオルが投げることで、ただの石が戦車の大砲のような威力になる。人間の肉体に簡単にめり込んだり、銃を破壊したりできる。鬼畜島では山と海が多いためか、こぶし大サイズの石が多く見られる。
チェーンソー
スプラッター作品では定番のアイテム。主にカオルが武器として使用するが、意外にもチェーンソーでは主要キャラを殺していない。
包丁
幼少期にカオルが使用していたほか、ハナクロの仲間が手に持っている描写がある。どこのご家庭にもあるので手に入れやすい武器なのだろう。本編には何度か食事シーンが出るが、調理に包丁が使われたことはなく、主に人を切るのに使用される。
銃
鬼畜一家との戦いに備えて秀男が大量に持ち込んだ。島民を殺傷するには十分だったが、ショットガンで頭部を破壊されても再生する鬼畜一家を殺害するには不十分。
槍
棒の先端に刃物を取り付けた簡素な槍。先端に取り付ける刃物は鎌と包丁が主だが、包丁のほうがメジャー。手に入りやすいのだろう。義一とハナクロの仲間が使用していたが、この武器による被害者はハナクロのみ。
金槌
カオルが幼少時から使っている。殺傷力は低くはないものの、金槌による死者は出ていない。
斧
倉木の口を裂き、瀕死の重傷を追わせた。幼少期のマリも使用しており、小さな身体に似合わず軽快に振り回していた。
大鎌
アンナとカンナが使用している。農耕具の大鎌ではなく一般的に死神が持っているものに近い。
飯野部長
カオルによって投擲された。
エンジン
カオルによって投擲された。

## 単行本の再販について
竹書房より1 - 9巻まで単行本が発売されていたが、2018年8月1日に連載がストップしたことで10巻の発売が中断。しかし、2019年5月14日よりLINEマンガに移籍し、連載が再開された。2019年8月10日におまけ要素が追加されたLINEマンガ版の単行本が1巻から発売されている。
|      | 追加項目 | 備考 |
| ---- | --- | --- |
| 1巻  | 表紙の変更、総扉フルカラーイラスト1枚追加、 漫画内の加筆修正版、読み切り作品「愛は鬼畜を救う（22P）」が収録。               | 読み切り作品は自社出版していた 「愛は鬼畜を救う」の公式鬼畜島同人誌の再編集。 |
| 2巻  | 表紙の変更、総扉フルカラーイラスト1枚追加、 漫画内の加筆修正版、読み切り作品「鬼畜ランドへようこそ（34P）」が収録。         | 読み切り作品は自社出版していた 「鬼畜ランドへようこそ」の公式鬼畜島同人誌の再編集。 |
| 3巻  | 表紙の変更、総扉フルカラーイラスト1枚追加、 漫画内の加筆修正版、読み切り作品「あやかしがたり 猫に魅入られた娘の話」が収録。 | |
| 4巻  | 表紙の変更、総扉フルカラーイラスト1枚追加、 漫画内の加筆修正版、読み切り作品「あやかしがたり第1話」が収録。                 | |
| 5巻  | 表紙の変更、総扉フルカラーイラスト1枚追加、 漫画内の加筆修正版、読み切り作品「あやかしがたり第2話」が収録。                 | |
| 6巻  | 表紙の変更、総扉フルカラーイラスト1枚追加、 漫画内の加筆修正版、読み切り作品「あやかしがたり第3話」が収録。                 | |
| 7巻  | 表紙の変更、総扉フルカラーイラスト1枚追加、 漫画内の加筆修正版、読み切り作品「あやかしがたり第4話」が収録。                 | |
| 8巻  | 表紙の変更、総扉フルカラーイラスト1枚追加、 漫画内の加筆修正版、読み切り作品「大鬼畜峠 第1話」が収録。                      | 呪ミチルによる鬼畜島スピンオフ「大鬼畜峠」が 単行本内での連載として掲載される。※以降一巻ごとに1話ずつ連載。 カオルが豚マスクを被る事になった原因を語るアナザーストーリーとなっている。 |
| 9巻  | 表紙の変更、総扉フルカラーイラスト1枚追加、 漫画内の加筆修正版、読み切り作品「大鬼畜峠 第2話」が収録。                      | |
| 10巻 | 漫画内の加筆修正版、読み切り作品「大鬼畜峠 第3話」が収録。                                                                  | |

## スピンオフアニメ
『カオルの大切なモノ』のタイトルで、2020年11月18日よりBS日テレにて水曜23時29分より放送開始。キャラクターをデフォルメしたほのぼの系ショートアニメとなる。

### スタッフ
- 原案 - 外薗昌也[5]
- 監督 - ナミキヒロシ[5]
- 脚本・キャラクターデザイン - 石居里佳[5]
- プロット・作画 - 外薗昌也、外薗みぢんコ[5]
- 音響監督 - サイトウユウ[5]
- 劇伴 - 佐々木宏人[5]
- アニメーション制作 - 勝鬨スタジオ[5]
- 制作協力 - 外薗史明[5]

### 主題歌
「紅い絆」
ニノミヤユイによる主題歌。

## 書誌情報
- 外薗昌也 『鬼畜島』 竹書房〈バンブーコミックス〉 LINE Digital Frontier発行 / 日販アイ・ピー・エス発売〈LINEコミックス〉、既刊24巻（2022年12月15日現在）
  1. 2014年5月22日発売[7]、ISBN 978-4-8124-8584-2
    - 新装版（2019年8月10日発売[8]）、 ISBN 978-4-909767-70-7

  2. 2014年12月6日発売[9]、ISBN 978-4-8019-5049-8
    - 新装版（2019年8月10日発売[8]）、 ISBN 978-4-909767-71-4

  3. 2015年6月17日発売[10]、ISBN 978-4-8019-5273-7
    - 新装版（2019年8月10日発売[8]）、 ISBN 978-4-909767-72-1

  4. 2015年12月7日発売[11]、ISBN 978-4-8019-5416-8
    - 新装版（2019年9月13日発売[12]）、 ISBN 978-4-909767-79-0

  5. 2016年4月28日発売[13]、ISBN 978-4-8019-5512-7
    - 新装版（2019年9月13日発売[12]）、 ISBN 978-4-909767-80-6

  6. 2016年8月27日発売[14]、ISBN 978-4-8019-5621-6
    - 新装版（2019年9月13日発売[12]）、 ISBN 978-4-909767-81-3

  7. 2017年1月27日発売[15]、ISBN 978-4-8019-5737-4
    - 新装版（2019年10月15日発売[16]）、 ISBN 978-4-909767-86-8

  8. 2017年7月27日発売[17]、ISBN 978-4-8019-6005-3
    - 新装版（2019年10月15日発売[16]）、 ISBN 978-4-909767-87-5

  9. 2018年2月28日発売[18]、ISBN 978-4-8019-6199-9
    - 新装版（2019年10月15日発売[16]）、 ISBN 978-4-909767-88-2

  10. 2019年11月15日発売[19]、ISBN 978-4-909767-92-9
    - 新装版第10巻扱いになっているが、バンブーコミックス版の第10巻が発売中止になったため実際は初版である。

  11. 2020年2月15日発売[20]、ISBN 978-4-86697-023-3
  12. 2020年7月15日発売[21]、ISBN 978-4-86697-065-3
  13. 2020年9月15日発売[22]、ISBN 978-4-86697-093-6
  14. 2020年11月13日発売[23]、ISBN 978-4-86697-113-1
  15. 2021年1月13日発売[24]、ISBN 978-4-86697-143-8
  16. 2021年4月15日発売[25]、ISBN 978-4-86697-162-9
  17. 2021年6月15日発売[26]、ISBN 978-4-86697-179-7
  18. 2021年10月15日発売[27]、ISBN 978-4-86697-217-6
  19. 2022年4月15日発売[28]、ISBN 978-4-86697-254-1
  20. 2022年7月15日発売[29]、ISBN 978-4-86697-269-5
  21. 2022年9月15日発売[30]、ISBN 978-4-86697-276-3
  22. 2022年10月14日発売[31]、ISBN 978-4-86697-280-0
  23. 2022年11月15日発売[32]、ISBN 978-4-86697-282-4
  24. 2022年12月15日発売[33]、ISBN 978-4-86697-290-9

- 外薗昌也 『鬼畜島 ダスト・エンペラー』 リイド社〈SPコミックス リイドカフェコミックス〉、既刊5巻（2025年6月27日現在）
  1. 2024年6月28日発売[34]、ISBN 978-4-8458-6660-1
  2. 2024年9月28日発売[35]、ISBN 978-4-8458-6699-1
  3. 2024年12月27日発売[36]、ISBN 978-4-8458-6843-8
  4. 2025年3月28日発売[37]、ISBN 978-4-8458-6882-7
  5. 2025年6月27日発売[38]、ISBN 978-4-8458-6920-6

- 外薗昌也 『臓物島』 LINE Digital Frontier発行 / 日販アイ・ピー・エス発売〈LINEコミックス〉、全4巻
  1. 2019年11月15日発売[19]、ISBN 978-4-909767-93-6
  2. 2020年2月15日発売[20]、ISBN 978-4-86697-024-0
  3. 2020年4月15日発売[39]、ISBN 978-4-86697-043-1
  4. 2020年5月15日発売[40]、ISBN 978-4-86697-047-9

- ホリエリュウ 『恋する鬼畜島』 LINE Digital Frontier発行 / 日販アイ・ピー・エス発売〈LINEコミックス〉、全2巻
  1. 2021年1月13日発売[41]、ISBN 978-4-86697-144-5
  2. 2022年1月14日発売[42]、ISBN 978-4-86697-243-5